# Maria Johanssons memoarer
Maria Johanssons memoarer är en roman, utgiven på Dockhaveri förlag år 2016, som handlar om den fiktiva människan Maria Johansson. Författaren har valt att själv anta pseudonymen Maria Johansson. Både pseudonymen och romanfiguren har använts tidigare, och används från och med december 2016 även av andra i förlagskollektivet Dockhaveri.

## Handling
Maria Johansson är en person som exakt motsvarar Statistiska Centralbyråns statistik, och bestämmer sig för att revoltera mot detta på alla sätt hon kan komma på. En viktig del i processen är hur romanfiguren tvångsmässigt börjar söka information på internet, men har svårt att hitta relevant sådan då det finns oöverskådligt många träffar på "Maria Johansson". Det finns även en fiktiv blogg som spelar en central roll i bokens historia.
I en recension i Dagens Nyheter kallas romanfiguren för "en feministisk trop".

## Mottagande
Romanen har fått positiva omdömen i Dagens Nyheter samt i mindre nättidningar och i BTJ-häftet nummer 7-2017.
Svenska Dagbladets recension däremot beskriver boken som "en av de obehagligaste böcker jag läst på länge, och jag menar det inte i något som helst positivt avseende och det finns ingenting inspirerande och frigörande med boken. Man har läst det här femtusen gånger vid det här laget. Sprit, droger och sex – finns det verkligen inget originellare sätt för en kvinna att slå sig fri?".